# Estación de Ocotlán
Ocotlán fue una estación de trenes que se encuentra en Ocotlán, jalisco.

## Historia
La estación se edificó sobre la línea del antiguo Ferrocarril de San Jerónimo a San Pablo Huixtepec por medio de la concesión 307 el 14 de noviembre de 1906. En diciembre de 1909, en el poblado de Ocotlán, sobre el ramal de Taviche a Huistepec del Ferrocarril Mexicano del Sur, se propuso la construcción de un patio ferroviario para la correspondiente estación que daba servicio de carga y pasajeros.